# Coelaenomenodera lesnei
Coelaenomenodera lesnei es un coleóptero de la familia Chrysomelidae.
Fue descrita científicamente en 1908 por Gestro.